# 구세군 (교토부)

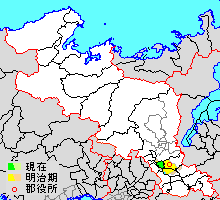
구세군의 위치

구세군(일본어: 久世郡)은 일본 교토부에 있는 군이다.
인구 14,650명, 면적 13.86km², 인구밀도 1,057명/km².(2025년 3월 1일, 추계인구)
이하 1정으로 구성된다.
- 구미야마정(久御山町)

## 군역
1879년 행정 구역으로 발족 당시의 군역은 위의 1정 외에 아래 구역에 해당한다.
- 교토시
  - 후시미구의 일부
- 우지시의 일부
- 조요시의 대부분
- 야와타시의 일부
- 쓰즈키군 우지타와라정의 일부

## 역사

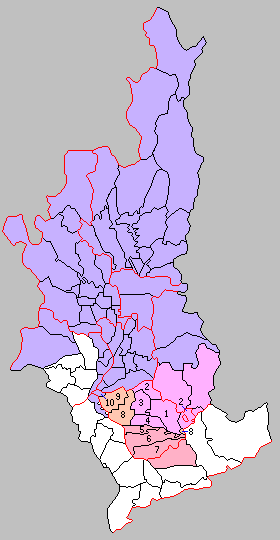
1.우지정 2.마키시마촌 3.오구라촌 4.오쿠보촌 5.구쓰카와촌 6.데라다촌 7.도노쇼촌 8.사야마촌 9.미마키촌 10.요도정 (보라색: 교토시, 복숭아색: 우지시, 빨간색: 조요시, 주황색: 구미야마정)

- 1889년 4월 1일 - 정촌제 시행으로, 아래의 정촌이 발족.(2정 8촌)
  - 우지정(宇治町): 현 우지시
  - 마키시마촌(槇島村): 현 우지시
  - 오구라촌(小倉村): 현 우지시
  - 오쿠보촌(大久保村): 현 우지시
  - 구쓰카와촌(久津川村): 현 조요시
  - 데라다촌(寺田村): 현 조요시
  - 도노쇼촌(富野荘村): 현 조요시
  - 사야마촌(佐山村): 현 구미야마정
  - 미마키촌(御牧村): 현 구미야마정
  - 요도정(淀町): 현 교토시 후시미구
  - 일부 잔여부는 기이군과 쓰즈키군으로 편입됨.
- 1935년 4월 1일 - 요도정이 쓰즈키군 미즈촌을 편입.
- 1936년 2월 11일 - 요도정이 오토쿠니군 요도촌을 편입.
- 1951년
  - 3월 1일 - 우지정·마키시마촌·오구라촌·오쿠보촌이 우지군 히가시우지정과 합병하여 우지시(宇治市)가 발족, 군에서 이탈.(1정 5촌)
  - 4월 1일 - 구쓰카와촌·도노쇼촌·데라다촌이 쓰즈키군 아오다니촌과 합병하여 조요정(城陽町)이 발족.(2정 2촌)
- 1954년 10월 1일 - 사야마촌·미마키촌이 합병하여, 구미야마정(久御山町)이 발족.(3정)
- 1957년 4월 1일 - 요도정이 교토시에 편입, 후시미구의 일부가 됨.(2정)
- 1972년 5월 5일 - 조요정이 시제 시행으로 조요시(城陽市)가 되어, 군에서 이탈.(1정)